# Клобуцк
Клобуцк (пољ. Kłobuck) је град у Пољској у Војводству Шлеском у Повјату kłobucki. Према попису становништва из 2011. у граду је живело 13.250 становника.

## Становништво
Према прелиминарним подацима са пописа, у граду је 2011. живело 13.250 становника.
| 2002.  | 2011.  | 2012.  |
| ------ | ------ | ------ |
| 13.413 | 13.250 | 13.281 |